# Kino Delorge
Kino Delorge (Hasselt, 5 januari 1998) is een Belgisch voetballer die als verdediger voor F91 Dudelange speelt.

## Carrière
Kino Delorge speelde in de jeugd van KRC Genk, en werd ook regelmatig geselecteerd voor Belgische nationale jeugdelftallen. In het seizoen 2017/18 werd hij door KRC Genk verhuurd aan FC Dordrecht, waar hij in het betaald voetbal debuteerde. Dit was op 22 september 2017, in de met 1-2 gewonnen uitwedstrijd tegen Helmond Sport. Medio 2018 ging Delorge naar Dinamo Boekarest. Daar werd begin november van dat jaar zijn contract, samen met dat van Gheorghe Grozav en Teddy Mézague, ontbonden nadat de spelers door coach Mircea Rednic verantwoordelijk werden gesteld voor de uitschakeling na penalty's in de Cupa României tegen derde divisionist FK Csíkszereda waarbij ook Delorge een penalty miste. Van 1 januari 2019 tot de zomer van 2020 lag Delorge onder contract bij Lierse Kempenzonen. Hierna vertrok hij naar KSV Roeselare, maar in september 2020 werd deze club failliet verklaard en raakte hij clubloos. In januari 2021 sloot hij bij het Duitse SV Straelen aan. Hier speelde hij anderhalf seizoen, waarna hij voor Excelsior Virton en F91 Dudelange speelde.

### Statistieken
| Seizoen        | Club               | Land           | Competitie             | Competitie | Competitie | Beker | Beker | Overig | Overig | Totaal | Totaal |
| Seizoen        | Club               | Land           | Competitie             | Wed.       | Dlp.       | Wed.  | Dlp.  | Wed.   | Dlp.   | Wed.   | Dlp.   |
| -------------- | ------------------ | -------------- | ---------------------- | ---------- | ---------- | ----- | ----- | ------ | ------ | ------ | ------ |
| 2017/18        | → FC Dordrecht     | Nederland      | Eerste divisie         | 24         | 0          | 0     | 0     | 3      | 0      | 27     | 0      |
| 2018/19        | Dinamo Boekarest   | Roemenië       | Liga 1                 | 3          | 0          | 1     | 0     | –      | –      | 4      | 0      |
| 2018/19        | Lierse Kempenzonen | België         | Eerste klasse amateurs | 11         | 0          | 0     | 0     | –      | –      | 11     | 0      |
| 2019/20        | Lierse Kempenzonen | België         | Eerste klasse amateurs | 13         | 0          | 0     | 0     | –      | –      | 13     | 0      |
| 2020/21        | KSV Roeselare      | België         | Eerste klasse amateurs | 0          | 0          | 0     | 0     | –      | –      | 0      | 0      |
| 2020/21        | SV Straelen        | Duitsland      | Regionalliga West      | 18         | 0          | 0     | 0     | 2      | 0      | 20     | 0      |
| 2021/22        | SV Straelen        | Duitsland      | Regionalliga West      | 26         | 1          | 0     | 0     | 6      | 0      | 32     | 1      |
| 2022/23        | Excelsior Virton   | België         | Eerste klasse B        | 13         | 0          | 1     | 0     | –      | –      | 14     | 0      |
| 2023/24        | F91 Dudelange      | Luxemburg      | Nationaldivisioun      | 15         | 0          | 2     | 1     | 4      | 0      | 21     | 1      |
| Carrièretotaal | Carrièretotaal     | Carrièretotaal | Carrièretotaal         | 123        | 1          | 4     | 1     | 15     | 0      | 142    | 2      |

Bijgewerkt op 12 januari 2024.